# Dommary-Baroncourt
Dommary-Baroncourt é uma comuna francesa na região administrativa de Grande Leste, no departamento de Meuse. Estende-se por uma área de 12,49 km². Em 2010 a comuna tinha 290 habitantes (densidade: 23,2 hab./km²).